# Joelija Poetintseva

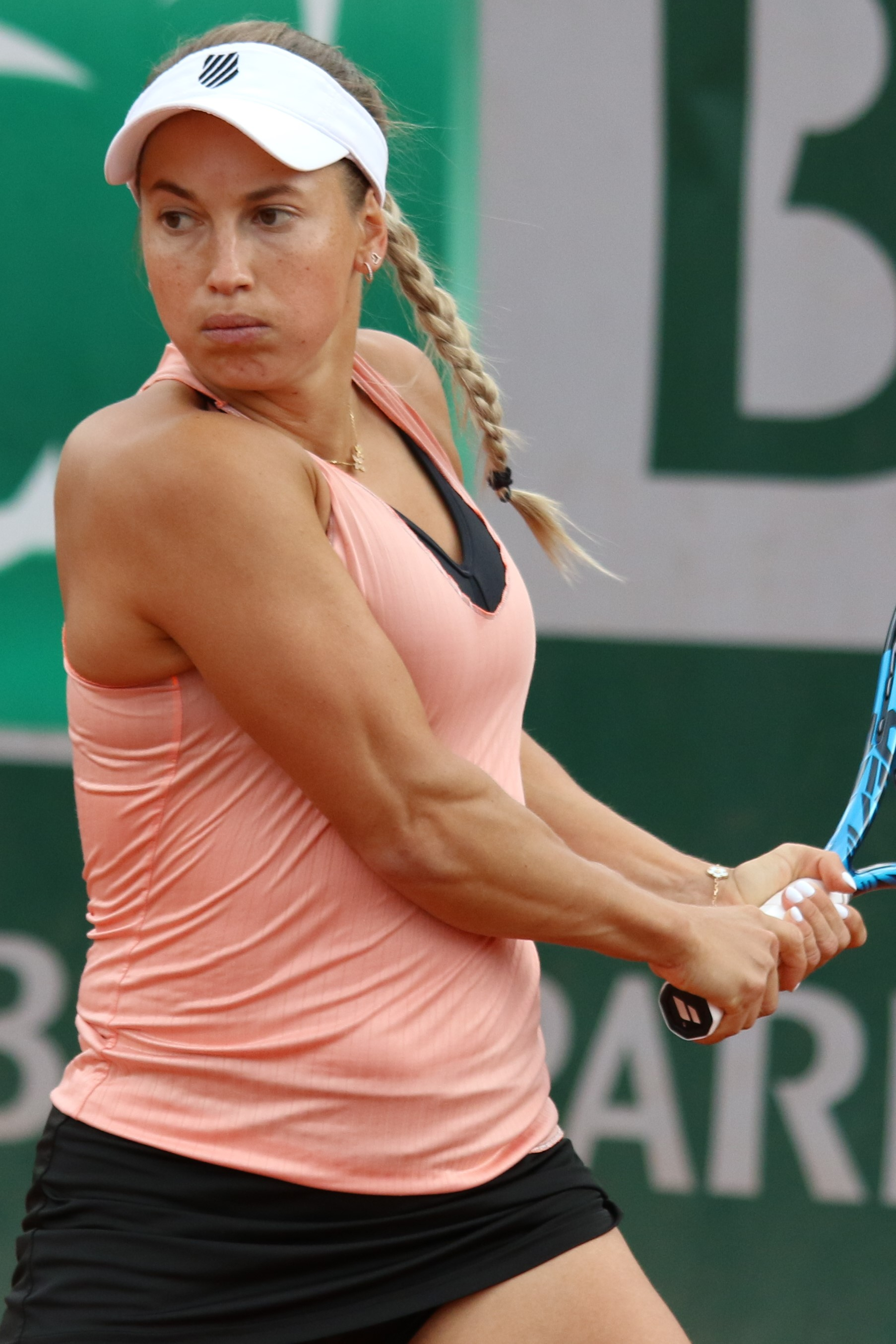
Roland Garros 2022

Joelija Poetintseva (Russisch: Юлия Путинцева) (Moskou, 7 januari 1995) is een tennisspeelster uit Rusland, die sinds juni 2012 uitkomt voor Kazachstan. Haar favoriete ondergrond is gravel. Zij speelt rechtshandig en heeft een tweehandige backhand. Zij is actief in het internationale tennis sinds 2010.

## Loopbaan

### Enkelspel
In 2014 en 2015 nam Poetintseva deel aan het Kazachse Fed Cup-team. In 2014 won zij daarbij al haar partijen, in enkel- en dubbelspel – daarentegen wist zij in 2015 geen van haar partijen te winnen.
In 2016 bereikte zij de derde ronde op het Australian Open en de kwartfinale op Roland Garros.
In 2017 stond zij voor het eerst in een WTA-finale, in Sint-Petersburg – in de eindstrijd verloor zij van Française Kristina Mladenovic.
Op het WTA-toernooi van Miami 2019 versloeg Poetintseva achtereenvolgens Kirsten Flipkens, Belinda Bencic en Anastasija Sevastova – pas in de vierde ronde moest zij het afleggen tegen Karolína Plíšková. In mei 2019 veroverde Poetintseva haar eerste WTA-titel, op het toernooi van Neurenberg, door de Sloveense Tamara Zidanšek te verslaan. Tijdens de tweede ronde van het WTA-toernooi van Birmingham 2019 versloeg zij de toenmalige nummer een van de wereld, Naomi Osaka. Tot op heden(juni 2025) won zij drie WTA-titels, de meest recente in 2024 in Birmingham.
Na haar derde ronde op het Australian Open 2025 haakte zij nipt aan bij de top 20 van de wereldranglijst.
Haar beste resultaat op de grandslamtoernooien is het bereiken van de kwartfinale. Haar hoogste notering op de WTA-ranglijst is de 20e plaats, die zij bereikte in januari 2025.

### Dubbelspel
Poetintseva was weinig actief in het dubbelspel. Zij bereikte de finale op het WTA-toernooi van Japan 2023, met Anna Kalinskaja.
In 2024 bereikte zij de finale van het WTA 1000-toernooi van Cincinnati aan de zijde van de Canadese Leylah Fernandez – zij verloren de eindstrijd van Asia Muhammad en Erin Routliffe. Door dit goede resultaat kwam Poetintseva binnen op de top 100 van de wereldranglijst.
Haar beste resultaat op de grandslamtoernooien is het bereiken van de derde ronde, op het US Open 2019 samen met Anna Kalinskaja. Haar hoogste notering op de WTA-ranglijst is de 57e plaats, die zij bereikte in juni 2025.

### Tennis in teamverband
In de periode 2014–2024 maakte Poetintseva deel uit van het Kazachse Fed Cup-team – zij behaalde daar een winst/verlies-balans van 25–18.

## Posities op deWTA-ranglijst
Positie per einde seizoen:
| jaar | rang enkelspel | rang dubbelspel |
| ---- | -------------- | --------------- |
| 2010 | 725            | –               |
| 2011 | 241            | –               |
| 2012 | 121            | –               |
| 2013 | 105            | –               |
| 2014 | 113            | 1079            |
| 2015 | 74             | 1131            |
| 2016 | 34             | 335             |
| 2017 | 53             | 751             |
| 2018 | 45             | 791             |
| 2019 | 34             | 160             |
| 2020 | 28             | 186             |
| 2021 | 42             | 331             |
| 2022 | 51             | 314             |
| 2023 | 69             | 345             |
| 2024 | 29             | 111             |

## Palmares
| Legenda                 |
| ----------------------- |
| Grandslamtoernooi       |
| Olympische Spelen       |
| Year-End Championships  |
| Premier Mandatory       |
| Premier Five / WTA 1000 |
| Premier / WTA 500       |
| International / WTA 250 |
| Challenger / WTA 125    |

### Overwinningen op een regerend nummer 1
Poetintseva heeft tot op heden tweemaal een partij tegen een op dat ogenblik heersend leider van de wereldranglijst gewonnen (peildatum 6 juli 2024):
| nr. | datum      | toernooi       | ronde        | tegenstandster | score         |         |
| --- | ---------- | -------------- | ------------ | -------------- | ------------- | ------- |
| 1.  | 2019-06-20 | WTA Birmingham | tweede ronde | Naomi Osaka    | 6-2, 6-3      | details |
| 2.  | 2024-07-06 | Wimbledon      | derde ronde  | Iga Świątek    | 3-6, 6-1, 6-2 | details |

### WTA-finaleplaatsen enkelspel
| nr.              | finale     | toernooi            | ondergrond    | tegenstandster      | score         |         |
| ---------------- | ---------- | ------------------- | ------------- | ------------------- | ------------- | ------- |
| gewonnen finales |            |                     |               |                     |               |         |
| 1.               | 2019-05-25 | WTA Neurenberg      | gravel        | Tamara Zidanšek     | 4-6, 6-4, 6-2 | details |
| 2.               | 2021-07-18 | WTA Boedapest       | gravel        | Anhelina Kalinina   | 6-4, 6-0      | details |
| 3.               | 2024-06-23 | WTA Birmingham      | gras          | Ajla Tomljanović    | 6-1, 7-6      | details |
| verloren finales |            |                     |               |                     |               |         |
| 1.               | 2017-02-05 | WTA Sint-Petersburg | hardcourt (i) | Kristina Mladenovic | 2-6, 7-6, 4-6 | details |
| 2.               | 2018-09-22 | WTA Guangzhou       | hardcourt     | Wang Qiang          | 1-6, 2-6      | details |
| 3.               | 2021-10-02 | WTA Nur-Sultan      | hardcourt (i) | Alison Van Uytvanck | 6-1, 4-6, 3-6 | details |

### WTA-finaleplaatsen dubbelspel
| nr.              | finale     | toernooi          | ondergrond | partner          | tegenstandsters                     | score            |         |
| ---------------- | ---------- | ----------------- | ---------- | ---------------- | ----------------------------------- | ---------------- | ------- |
| gewonnen finales |            |                   |            |                  |                                     |                  |         |
| geen             |            |                   |            |                  |                                     |                  |         |
| verloren finales |            |                   |            |                  |                                     |                  |         |
| 1.               | 2023-09-16 | WTA Japan (Osaka) | hardcourt  | Anna Kalinskaja  | Anna-Lena Friedsam Nadija Kitsjenok | 6-7, 3-6         | details |
| 2.               | 2024-08-18 | WTA Cincinnati    | hardcourt  | Leylah Fernandez | Asia Muhammad Erin Routliffe        | 6-3, 1-6, [4-10] | details |

### Gewonnen ITF-toernooien enkelspel
| nr. | finale     | toernooi       | ondergrond    | tegenstandster in finale | score    | dotatie  |
| --- | ---------- | -------------- | ------------- | ------------------------ | -------- | -------- |
| 1.  | 2011-05-22 | Moskou         | gravel        | Veronika Kapshay         | 6-2, 6-1 | $25.000  |
| 2.  | 2011-07-24 | Samsun         | hardcourt     | Marta Domachowska        | 7-6, 6-2 | $25.000  |
| 3.  | 2011-08-13 | Kazan          | hardcourt     | Caroline Garcia          | 6-4, 6-2 | $50.000  |
| 4.  | 2011-12-30 | Tjoemen        | hardcourt (i) | Elina Svitolina          | 6-2, 6-4 | $50.000  |
| 5.  | 2012-02-12 | Launceston     | hardcourt     | Lesley Kerkhove          | 6-1, 6-3 | $25.000  |
| 6.  | 2012-05-13 | Cagnes-sur-Mer | gravel        | Patricia Mayr-Achleitner | 6-2, 6-1 | $100.000 |

### Gewonnen juniortoernooien enkelspel
| nr. | finale     | toernooi                                | ondergrond | tegenstandster in finale | score         | graad |
| --- | ---------- | --------------------------------------- | ---------- | ------------------------ | ------------- | ----- |
| 1.  | 2009-05-10 | Int. Jr. toernooi Citta' Di Prato       | gravel     | Carolina Pillot          | 6-1, 4-6, 6-4 | 2     |
| 2.  | 2009-05-17 | Int. Jr. toernooi Citta' Di Santa Croce | gravel     | Magda Linette            | 7-6, 5-7, 6-2 | 1     |
| 3.  | 2009-07-19 | ITF Junior Open                         | gravel     | Elina Svitolina          | 6-3, 6-4      | 1     |
| 4.  | 2010-05-09 | Int. Jr. toernooi Citta' Di Prato       | gravel     | Chiara Mendo             | 6-2, 6-3      | 2     |
| 5.  | 2011-12-04 | Eddie Herr Int. Jr. Tennis Champ.       | gravel     | Viktorija Kan            | 6-3, 7-6      | 1     |

## Resultaten grandslamtoernooien
| Legenda | Legenda                          |
| ------- | -------------------------------- |
| g.t.    | geen toernooi gehouden           |
| l.c.    | lagere categorie                 |
| –       | niet deelgenomen                 |
| G       | uitgeschakeld in de groepsfase   |
| 1R      | uitgeschakeld in de eerste ronde |
| 2R      | uitgeschakeld in de tweede ronde |
| 3R      | uitgeschakeld in de derde ronde  |
| 4R      | uitgeschakeld in de vierde ronde |
| KF      | uitgeschakeld in de kwartfinale  |
| HF      | uitgeschakeld in de halve finale |
| F       | de finale verloren               |
| W       | het toernooi gewonnen            |
| w-v     | winst/verlies-balans             |

### Enkelspel
| toernooi        | 2013 | 2014 | 2015 | 2016 | 2017 | 2018 | 2019 | 2020 | 2021 | 2022 | 2023 | 2024 | 2025 |
| --------------- | ---- | ---- | ---- | ---- | ---- | ---- | ---- | ---- | ---- | ---- | ---- | ---- | ---- |
| Australian Open | 2R   | 1R   | 1R   | 3R   | 2R   | 2R   | 2R   | 3R   | 3R   | 1R   | 2R   | 1R   | 3R   |
| Roland Garros   | 2R   | –    | 2R   | KF   | 3R   | KF   | 1R   | 2R   | 1R   | 2R   | 3R   | 2R   | 3R   |
| Wimbledon       | 1R   | –    | 2R   | 2R   | 1R   | 2R   | 2R   | g.t. | 2R   | 1R   | 1R   | 4R   |      |
| US Open         | –    | –    | 1R   | 2R   | 2R   | 1R   | 3R   | KF   | 1R   | 2R   | 1R   | 3R   |      |

### Vrouwendubbelspel
| toernooi        | 2015 | 2016 | 2017 | 2018 | 2019 | 2020 | 2021 | 2022 | 2023 | 2024 | 2025 |
| --------------- | ---- | ---- | ---- | ---- | ---- | ---- | ---- | ---- | ---- | ---- | ---- |
| Australian Open | –    | 1R   | 1R   | 1R   | 2R   | 1R   | 1R   | 1R   | 1R   | 1R   | 1R   |
| Roland Garros   | –    | 1R   | 1R   | –    | 1R   | 1R   | 2R   | 1R   | 1R   | 1R   | 2R   |
| Wimbledon       | –    | 2R   | –    | 1R   | 1R   | g.t. | 2R   | 1R   | 1R   | 1R   |      |
| US Open         | 1R   | 1R   | 1R   | 1R   | 3R   | –    | 1R   | 1R   | 1R   | 1R   |      |